# 加布里埃尔·索阿雷斯
加布里埃尔·索阿雷斯（義大利語：Gabriel Soares，1997年1月22日—），意大利男子赛艇运动员。他曾代表意大利参加奥地利奥滕斯海姆举行的2019年世界赛艇锦标赛，获得男子轻量级四人双桨银牌。